# 54 Cassiopeiae
54 Cassiopeiae är en gulvit stjärna i stjärnbilden Cassiopeja. Stjärnan har visuell magnitud +6,55 och därför inte synlig för blotta ögat ens vid god seeing. 54 Cas befinner sig på ett avstånd av knappt 90 ljusår.